# La Amapola
Guadalupe Ramona Olvera (Ciudad de México, 9 de septiembre de 1976) es una luchadora profesional mexicana, conocida bajo el nombre en el ring La Amapola. ha trabajado en la promoción de lucha libre profesional mexicana Consejo Mundial de Lucha Libre (CMLL), con la que ha colaborado durante toda su carrera. También ha aparecido en varias otras promociones mexicanas, incluida International Wrestling Revolution Group (IWRG), donde tuvo o tiene el Campeonato Intercontinental Femenil del IWRG. Con 1442 días, es la Campeona Mundial Femenil del CMLL con el reinado más largo.

## Carrera de lucha libre profesional
Olvera debutó en la lucha libre profesional en diciembre de 1997 después de entrenar con Super Muñeco, El Satánico y Adonis Salazar, con quien más tarde se casaría. Ella tomó el nombre de ring «La Amapola», una luchadora enmascarada. Amapola comenzó su carrera trabajando para Consejo Mundial de Lucha Libre (CMLL), donde ha trabajado desde entonces. A finales de la década de 1990 y principios de la década de 2000, CMLL no se centró en su división femenil, lo que provocó que La Amapola también trabajara para una variedad de otras promociones mexicanas menores. Le ofrecieron un contrato con el principal rival mexicano del CMLL, Asistencia Asesoría y Administración (AAA), pero lo rechazó y optó por quedarse con el CMLL con la esperanza de que se centraran en la lucha libre femenil como lo habían hecho a principios y mediados de la década de 1990. En 2005, CMLL había comenzado a presentar más lucha libre femenil, especialmente mostrando talentos más jóvenes como La Amapola y Dark Angel; el feudo en storyline entre las dos mujeres ayudó a atraer la atención de los fanáticos y, a través de eso, un perfil más alto para la división femenil. El 14 de abril de 2006, Dark Angel derrotó a La Amapola en una Lucha de Apuestas, lo que obligó a La Amapola a desenmascararse. Incluso después de la pérdida de la máscara, Amapola y Dark Angel se enfrentaron muchas veces, manteniendo viva la rivalidad durante años. En 2005 La Amapola comenzó a portar el cinturón del Campeonato Intercontinental Femenino del IWRG, el campeonato femenino de la promoción mexicana International Wrestling Revolution Group (IWRG). No está claro cómo ganó el título, ya que la campeona anterior, Ayako Hamada, no había luchado en México durante años y no existe ningún registro de que La Amapola haya ganado el título. Inicialmente solo usaría el cinturón en el ring, pero en 2006 lo defendió ante Marcela y Hiroka. En algún momento durante 2007 dejó de portar el cinturón al ring, pero no existe registro de que haya perdido el título o de que se haya coronado una nueva campeona femenil del IWRG; técnicamente es la campeona femenil del IWRG, pero no ha defendido el título ni ha sido promovida como campeona desde que CMLL dejó de trabajar con IWRG en 2007.
El 17 de junio de 2007 La Amapola derrotó a Diana La Cazadora en una Lucha de Apuestas donde ambas mujeres pusieron su cabellera en juego. Después de rapar a La Cazadora, La Amapola aprovechó el impulso para derrotar a Lady Apache por el Campeonato Mundial Femenil del CMLL el 16 de noviembre de 2007. Posteriormente La Amapola ha sido la máxima ruda de la división femenil del CMLL, defendiendo el título ante luchadoras como Luna Mágica, Dark Angel, Princesa Blanca y Lady Apache y Marcela en varias ocasiones. El 29 de junio de 2008, La Amapola perdió una lucha de cuatro vías de Lucha de Apuestas ante Lady Apache, después de lo cual le afeitaron la cabellera; la lucha también incluyó a Princesas Suiei y Marcela. La defensa más reciente del título de La Amapola fue el 28 de junio de 2009 en la Arena México, donde derrotó a Marcela. El 11 de abril de 2010, Amapola se convirtió en la Campeona Mundial Femenil del CMLL con el reinado más largo, ya que su reinado del título superó el récord anterior de 877 días establecido por los tres reinados con el título de Lady Apache. El 28 de octubre de 2011, Amapola perdió el título ante Marcela, en el decimotercer combate por el título entre ambas, poniendo fin a su reinado en 1442 días. El 12 de octubre de 2012, en Súper Viernes, La Amapola derrotó a la luchadora japonesa Leon para ganar el Campeonato Internacional del CMLL-Reina. La Amapola luego viajó a defender el título en Japón. Después de una exitosa defensa contra Mia Yim el 11 de noviembre, perdió el título ante León el 25 de noviembre. A finales de 2012, La Amapola se involucró en una disputa argumental con Estrellita, quien había trabajado extensamente como parte de AAA y que Amapola consideraba una «forastera». Originalmente el enfoque estaba en el Campeonato Nacional Femenil que tenía Estrellita, pero con el tiempo se convirtió en una historia más personal e intensa entre los dos. El 15 de marzo de 2013, La Amapola perdió un combate de Lucha de Apuestas ante Estrellita en la cartelera del programa Homenaje a Dos Leyendas de 2013, lo que significó que La Amapola se vio obligada a afeitarse la cabellera después del combate. El 20 de abril de 2014, La Amapola recuperó el Campeonato Internacional de CMLL-Reina de manos de Syuri. El 25 de marzo de 2015, La Amapola regresó a Japón, perdiendo el Campeonato Internacional de CMLL-Reina ante Maki Narumiya.

## Campeonatos y logros
- Consejo Mundial de Lucha Libre
  - Campeonato Mundial Femenil del CMLL (1 vez) [5]
  - Campeonato Internacional del CMLL-Reina (2 veces) [8][13]
  - Luchadora femenina del año del CMLL (2009, 2010) [15]
- International Wrestling Revolution Group
  - IWRG Intercontinental Women's Championship (1 vez) [4]

### Récord deLuchas de Apuestas
| Ganadora (apuesta)    | Perdedora (apuesta)         | Ubicación        | Evento                  | Fecha                | Notas      |
| --------------------- | --------------------------- | ---------------- | ----------------------- | -------------------- | ---------- |
| Dark Angel (máscara)  | La Amapola (máscara)        | Ciudad de México | Evento en vivo          | 14 de abril de 2006  |            |
| La Amapola (cabello)  | Diana La Cazadora (cabello) | Ciudad de México | Evento en vivo          | 17 de junio de 2007  | [ 1 ]      |
| Lady Apache (cabello) | La Amapola (cabello)        | Ciudad de México | Sin Piedad              | 29 de agosto de 2008 | [ Nota 1 ] |
| Estrellita (cabello)  | La Amapola (cabello)        | Ciudad de México | Homenaje a Dos Leyendas | 15 de marzo de 2013  | [ 12 ]     |
| La Amapola (cabello)  | Kaho Kobayashi (cabello)    | Ciudad de México | Juicio Final            | 31 de mayo de 2019   | [ 16 ]     |

Notas
1. ↑  La Amapola y Lady Apache perdieron un combate de Relevos Suicida contra Princesa Sujei y Marcela y se vieron obligadas a enfrentarse entre sí.